# 요지연도
〈요지연도〉(瑤池宴圖)는 서왕모(西王母)의 거처인 곤륜산(崑崙山) 요지(瑤池)에서 열리는 연회장면을 그린 것으로 총 8폭의 병풍에 담은 것이다. 2003년 9월 4일 경기도의 유형문화재 제192호로 지정되었으며, 대한민국 경기도 용인시의 경기도박물관에서 보관중인 것과, 2021년 환수되어 국립고궁박물관에서 보관중인 것 총 2첩이 있다.

## 개요
〈요지연도〉는 중국의 옛 문헌인 《죽서기년》과 《목천자전穆天子傳》에 실린 중국 고대 전설 속 서왕모가 신선들의 땅인 곤륜산 연못인 요지(瑤池)에 주나라 목왕(穆王)을 초대해 연회를 베푸는 모습을 그린 그림이다. '불로장생'이라는 도교적 주제를 담은 신선도는 국가와 왕조의 오랜 번영을 염원하는 뜻을 담아 조선 후기 궁중을 중심으로 유행하였다. 지금까지 알려진 〈요지연도〉 중 대표적인 작품은 국립중앙박물관과 경기도박물관에 소장되어 있다.
화면 중앙 4～5폭에 서왕모와 그녀를 방문한 주 목왕의 연회가 베풀어지는 장면이 위치해 있고, 7～8폭에는 여러 신선들이 그 곳을 향해 바다를 건너오는 모습이 생동감 있게 그려졌다.
화면전체에 상징적 의미가 내포된 인물과 반도(蟠桃)를 비롯한 각 종의 동식물들이 고루 분포되어 있으며 신비감을 조성하는 구름과 기이한 암석, 바다의 물결표현은 각 도상들에게 자연스럽게 공간감을 부여한다.
파노라마식 화면구성에 청록의 화려한 채색기법을 사용한 것 등 전체적으로 장식적 효과가 강한 화원풍의 작품이며 조선후기(1700~1850)에 제작된 것으로 추정된다. 궁중에서 애호된 병풍화 중 하나로 화면구도나 포치법, 각 도상에서 〈십장생도〉와 같은 궁중회화와 불화 중 감로탱화(甘露幀畵)와의 관련성을 생각해 볼 수 있다.

## 국립고궁박물관 소장본
국립고궁박물관 소장본의 경우 미국의 개인이 소장하던 작품으로 소장자의 부친이 50여 년 전 주한 미군에서 근무할 당시 구입하여 미국에 가져갔던 것으로, 2020년 문화재청이 국내 한 경매사를 통해 다시 구입한 후 국립고궁박물관에 이관되어 공개되었다.
가로 넓이가 무려 5ｍ에 이르는 대병(大屛)으로, 조선후기 왕실 병풍의 위용을 보여준다. 특히, 이 병풍의 장황(裝潢) 상태가 제작시기보다 후대로 추정되어 경매 당시 표구(表具) 시기에 관해 전문가들의 의견이 분분하였다. 확인을 위해 병풍 한 폭의 뒤편 배접지(褙接紙)를 살펴본 결과, 1957년 조선일보와 1959년 동아일보가 발견되어 소장자가 미국에 가져가기 전 한국에서 다시 표구를 했던 것을 확인할 수 있었다.
18~19세기에 제작되었으며 국립고궁박물관 소장본은 이 중에서도 비교적 고식(古式)에 속하는 것이다. 〈요지연도〉의 공통된 특징은 서왕모와 목왕 앞자리에 잔치상(찬탁, 饌卓)이 놓인다는 점인데, 국립고궁박물관 소장본에서는 찬탁 대신 여러 악기를 연주하는 시녀들을 배치해 연회의 분위기를 더욱 고조시킨 것이 특징이다.

## 주해
1. ↑  비단이나 두꺼운 종이를 발라서 꾸밈
2. ↑  그림의 뒷면이나 테두리에 종이나 천을 발라서 꾸밈
3. ↑  종이, 헝겊, 얇은 널조각 따위를 여러 겹 포개어 붙인 종이

## 참고 문헌
- 요지연도 - 국가유산청 국가유산포털
- 이 문서에는 문화재청에서 공공누리 제1유형으로 배포된 자료를 바탕으로 한 내용이 포함되어 있습니다.